# Kizlar Agha

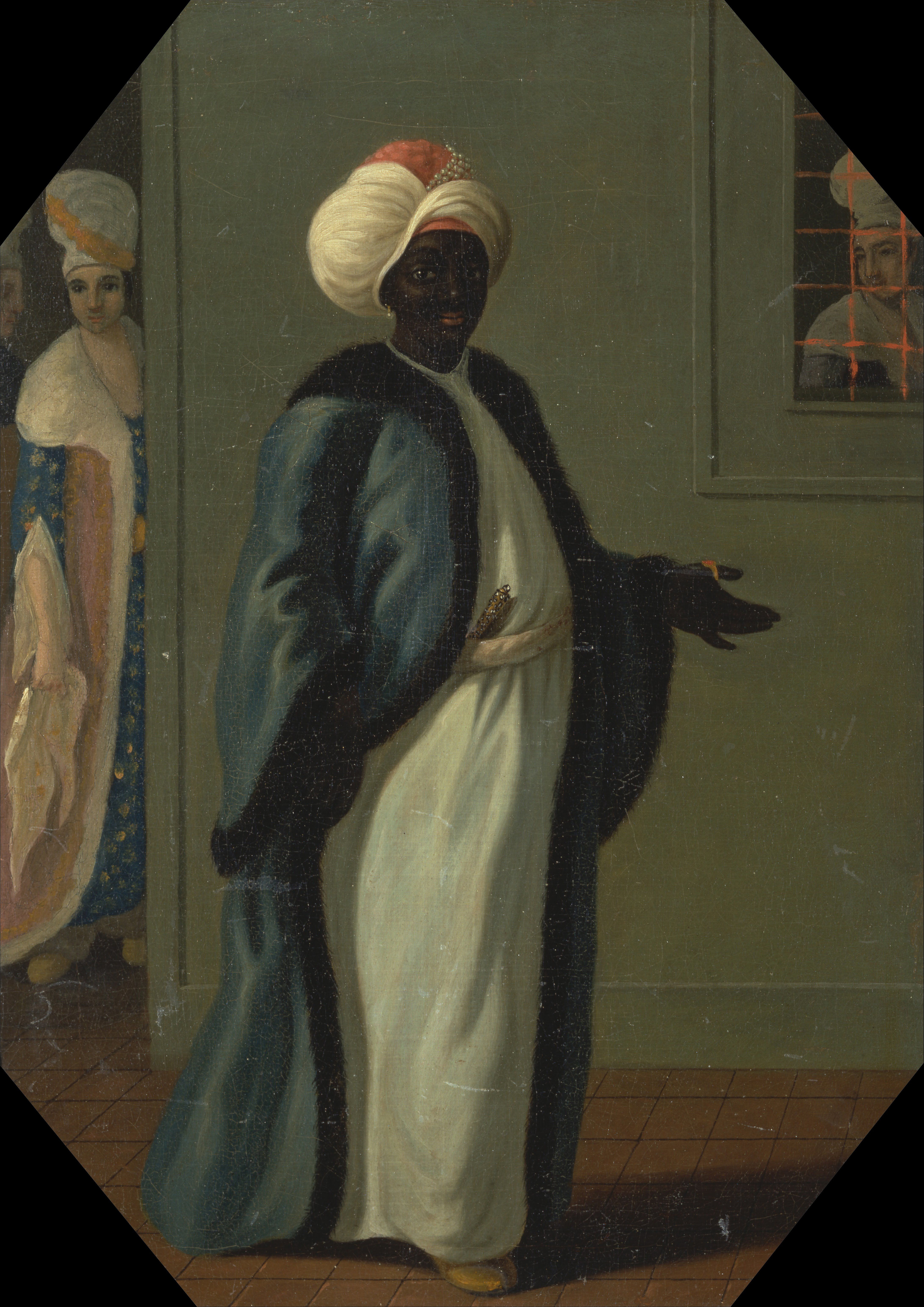
Le Kizlar Agha à la fin du XVIII.

Le Kizlar Agha (turc ottoman : قيزلر اغاسی, turc : Kızlar Ağası, Agha des filles) était le chef des eunuques qui gardaient le sérail des sultans ottomans.
Le poste fut créé par Mourad III en 1574. Comme le Kizlar Agha et les hommes qu'il commandait étaient principalement d'origine africaine, il fut très vite surnommé « chef des eunuques noirs ».
Sa proximité avec le Sultan, ses femmes et principalement la Sultane validé faisait du Kizlar Agha un des hommes les plus puissants de l'Empire.
Cette puissance va atteindre son apogée lors de la fin du XVIe siècle, une période appelé le Sultanat des femmes.